# Behind Enemy Lines
Behind Enemy Lines er en amerikansk thriller krigsfilm fra 2001 med Gene Hackman og Owen Wilson i hovedrollerne. Filmen er instrueret af John Moore. Filmens fiktive plot er centreret om historien om afsløringen af en massakre i den bosniske krig i 1992-1995 af en amerikansk flådebase-helikopter.

## Handling
Admiral Leslie Riegarts (Gene Hackman) carrier battle group er i de sidste faser af en NATO-fredsbevarende indsættelse. Hovedpersonen Løjtnant Chris Burnett (Owen Wilson) og resten af besætningen på hangarskibet USS Carl Vinson er underlagt de fredsforhandlere, som konstant kæmper for at forbedre situationen, og deres handlefrihed er reduceret til uskyldige overflyvninger af den de-militariserede zone mellem de stridende parter. 
Under konflikten beslutter Burnett og piloten Jeremy Stackhouse (Gabriel Macht) at tage en rutinetur i rekognosceringsflyet F/A-18F Super Hornet over en demilitariseret zone og fotograferer en gruppe bosnisk serbiske soldater, der arbejder på en massegrav, hvilket ikke er beregnet til at slippe ud til omverdenen. 
Flyet bliver efter kort tid skudt ned af en SA-13 SAM kontrolleret af frafaldne serbiske styrker ledet af General Miroslav Lokar (Olek Krupa) og hans næstkommanderende Oberst Viktor Bazda. Burnett og Stackhouse kaster sig ud fra deres fly i faldskærme og lander i det serbisk dominerede område. Burnett slipper igennem uden store skader, men Stackhouse bliver såret af udskydningen. Burnett forlader stedet for at få forbindelse til kontakt med Reigart for at få hjælp. Samtidig ankommer en stor serbisk patrulje og finder Stackhouse. Burnett observerer dem på lang afstand mens serberne forhører Stackhouse. Efter et stykke tid får Lokar, der var på stedet, Sasha (Vladimir Mashkov), en serbisk snigskytte og højre hånd hånd til Lokar, til at myrde Stackhouse med et pistolskud i tindingen. Umiddelbart efter Stackhouse bliver dræbt, afslører Burnett sig selv med et skrig og serberne åbner ild mod Burnett, der med nød og næppe undslipper mod landskabet.
Piloten Burnett er fanget bag fjendens linjer på desperat flugt fra de nådesløse forfølgere gennem et goldt, sønderbombet landskab. Politiske hensyn til en spinkel fredsproces dikterer, at Burnett ikke skal hjælpes ud. Men i 11. time beslutter hans øverstkommanderende. Admiral Reigart sig for at trodse alle ordrer fra den øverste ledelse, og med sin karriere som indsats iværksætter han sin egen redningsaktion for at redde Burnett.

## Rolliste (udvalgt)
- Owen Wilson – Løjtnant Chris Burnett
- Gene Hackman – Admiral Leslie McMahon Reigart
- Gabriel Macht – Pilot Jeremy Stackhouse
- Olek Krupa – General Miroslav Lokar
- Charles Malik Whitfield – Kaptajn Rodway
- David Keith – Tom O'Malley
- Joaquim de Almeida – Amiral Piquet
- Vladimir Mashkov – Sasha
- Ratko Mladić – sig selv (arkivbilleder) (ikke krediteret)

## Musik i filmen
- Buck Rogers, skrevet af Grant Nicholas, fremført av Feeder
- The Rescue Blues, skrevet af Ryan Adams
- Atom Bomb, af Fluke
- What'd I Say, skrevet og fremført af Ray Charles
- The Wanderer, skrevet af Ernest Maresca, fremført af Dion
- That's All Right, skrevet af Arthur Crudup, fremført af Orion

## Filmpriser
- 2002 – World Stunt Awards – Taurus Award – Beste arbjde i luften, Dirk Vahle, Jimmy N. Roberts og Robert Powell

## Historisk inspiration
Filmen bærer nogle lighedspunkter med erfaringerne fra tidligere USAF Captain Scott O'Grady, der blev skudt ned den 2. juni 1995, i Bosnien. Han formåede at overleve i seks dage, inden han blev reddet.

## Trivia
I starten af filmen diskuterer Løjtnant Chris Burnett (Owen Wilson) og piloten Jeremy Stackhouse (Gabriel Macht) om kendte personer der er styrtede ned med deres fly og var omkommet. Her nævnes bl.a. sangeren John Denver. Filmen foregår i 1995, hvor John Denver stadig var i live. Han styrtede ned med sit fly og omkom i Monterey Bay ved byen Pacific Grove den 12. oktober 1997.

## Fortsættelser
Filmen blev efterfulgt af to DVD-fortsættelser; Behind Enemy Lines II: Axis of Evil, og Behind Enemy Lines III: Ghost Watch, der blev co-producet af WWE Films.